# Cantus firmus
Cantus firmus (etwa: „feststehender Gesang“, Plural Cantus firmi; Abkürzung c. f.), auch cantus prius factus („vorher gemachter Gesang“), nennt man eine festgelegte Melodie, die im Rahmen eines musikalischen Werkes von den anderen Stimmen umspielt wird, ohne selbst besonders weitgehend verändert zu werden. Der Cantus firmus spielt eine wichtige Rolle im Rahmen des Kontrapunktes, bei dem zur Melodie des Cantus firmus eine neue Stimme hinzukommt.
In Johann Joseph Fux’ Kontrapunkt-Lehrwerk Gradus ad Parnassum (in der Übersetzung von Lorenz Christoph Mizler) wird die deutsche Bedeutung von Cantus firmus mit „schlechter [= schlichter] Gesang“ angegeben.

## Geschichte
In der beginnenden Mehrstimmigkeit des Mittelalters, die auf dem unter Gregor I. aufgezeichneten unveränderlichen Gesang (cantus firmus als originale gregorianische Weise) aufbaute, war es üblich, dass der Tenor (hier noch auf der ersten Silbe betont, von lateinisch tenere, „halten“) die Linie des Chorals, wie er in der Choralschola praktiziert wurde, hielt, also den Cantus firmus innehatte, während eine, zwei, später auch drei weitere Stimmen ihn umspielten.
Diese Technik wurde in der Musik der Renaissance um kontrapunktische Künste erweitert, wie den Cantus firmus in zwei Stimmen zeit- und lagenversetzt anzubringen. Im  Quodlibet experimentierte man damit, bis zu drei verschiedene Cantus firmi, z. B. Volkslieder, gegeneinander zu setzen. Beliebt war auch die Parodiemesse, in der immer wieder eine bekannte Melodie als Cantus firmus auftaucht („parodiert wird“), beispielsweise das weltliche L’homme armé. Eine typische Cantus-firmus-Gattung der Renaissance ist auch das deutsche Tenorlied, ein vierstimmiger A-cappella-Chorsatz, bei dem die Melodiestimme im Tenor liegt.
Ein bedeutendes von Cantus-firmus-Techniken geprägtes Werk an der Schwelle von der Renaissance zum Frühbarock ist Claudio Monteverdis Marienvesper. In ihr sind die gregorianischen Vespergesänge durchgehend in die mit neuesten musikalischen Mitteln gestalteten Vokalkonzerte eingewoben.
In der Barockmusik wurde die Cantus-firmus-Technik weiter intensiv gepflegt. Besonders kennzeichnend ist er in der barocken Orgelbearbeitung; üblicherweise beginnen die anderen Stimmen mit imitierenden Einsätzen, die der zu verarbeitenden Melodie bereits entlehnt sind, bevor diese dann in längeren Notenwerten einsetzt. Wie die meisten Komponisten geistlicher Musik im Barockzeitalter verwendete auch Johann Sebastian Bach diese Technik sehr häufig in seinen Kantaten und Orgelwerken. Ein weiterer bedeutender Komponist von Cantus-firmus-Kompositionen war Johann Pachelbel.